# ハイ・ロード
『ハイ・ロード』（原題：High Road to China）は、1983年のアメリカ合衆国・ユーゴスラビア・香港のアクション映画。
監督はブライアン・G・ハットン、出演はトム・セレックとベス・アームストロングなど。
原作はジョン・クリアリーの小説『高く危険な道』。

## ストーリー
1921年、イスタンブール。当地の社交界の華である美女イヴのもとにある日、彼女の父親ブラッドリーの秘書シェイドがやってきて、彼女に思わぬ事を告げる。それはブラッドリーが12日以内にロンドンに帰国しなければ、父親の経営する会社は共同経営者のベンティックに乗っ取られてしまうというものだった。しかし、ブラッドリーは3年前にアフガニスタンから手紙が来て以来、消息不明のままであった。
イヴは父親を探すため、1人の男に協力を求める。その男パトリック・オマリーは、第一次世界大戦で活躍した英雄であるが、現在は郊外で細々と飛行機の操縦を教えてながら呑んだくれの生活を送っていた。イヴはオマリーと整備士のストラッツ、それに複葉機2機を雇い、アフガニスタンに向かう。
アフガニスタンのとある部族の陣地に着陸した彼らは、部族長のスレイマン・カーンからブラッドリーはもう死んだと聞かされるが、侍女の1人アレッサから、父親はネパールに向かったとこっそり打ち明けられる。やがて部族間の混乱に乗じて3人とアレッサは脱出、インドを経てネパールに向かう。しかし、そこで彼らは父親が中国に向かったことを知る。
そこへ、イヴを抹殺すべくベンティックが差し向けた刺客が襲ってくる。彼らはそれを倒して中国へ向かう。そしてついに、その地でイヴは父親と再会する。彼は現地民の指導者として侵略者のワン将軍と闘っており、会社には何の未練もないと言うのだった。

## キャスト
- パトリック・オマリー：トム・セレック（吹替：近藤洋介）
- イヴ・トーザー：ベス・アームストロング（吹替：杉山佳寿子）
- ストラッツ：ジャック・ウェストン（英語版）（吹替：熊倉一雄）
- ブラッドリー・トーザー：ウィルフォード・ブリムリー（吹替：小松方正）
- ベンティック：ロバート・モーレイ（吹替：高木均）
- スレイマン・カーン：ブライアン・ブレスド（吹替：大塚周夫）
- アレッサ：カサンドラ・ギャヴァ（英語版）（吹替：梨羽由記子）
- シェイド：マイケル・シェアード
- フォン・ヘス：ヴォルフ・カーラー
- ティモシー・カールトン

※テレビ放送：フジテレビ「ゴールデン洋画劇場」 1986年7月5日